# Léon Binoche
Léon Binoche (Champs-sur-Yonne, 16 agosto 1878 – Ferney-Voltaire, 28 agosto 1962) è stato un rugbista a 15 francese.

## Biografia
Partecipò alle Olimpiadi di Parigi del 1900 conquistando una medaglia d'oro nel rugby a 15 con la Union des Sociétés Français de Sports Athletiques, squadra rappresentante la Francia.
Nella sua carriera rugbista fu per due volte campione di Francia con il RC di Parigi.

## Palmarès
- Oro olimpico: 1

1900
- Campionati francesi: 2

RC di Parigi: 1899-1900, 1901-1902